# Акротири (авиабаза)
Королевская авиабаза Акротири (буквально «мыс», англ. Royal Air Force Akrotiri, сокращается до Акротири (Akrotiri,  греч. Ακρωτήρι) — военная авиабаза Великобритании на острове Кипр. Является частью заморской территории Акротири и Декелия. Коды авиабазы: IATA: ACT, ICAO: LCRA.

## История

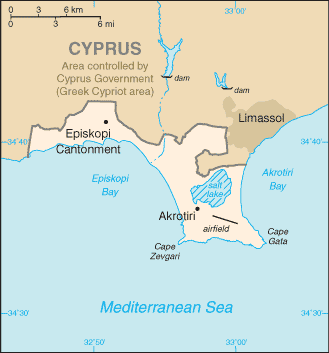
Карта базы.

В 1960 году британская колония Кипр получила независимость, но Великобритания оставила за собой два эксклава на территории острова под размещение своих военных баз.
Статус баз определён подписанными в 1959 году цюрихскими и лондонскими соглашениями между Великобританией, Грецией и Турцией, под которыми стоят также подписи лидеров греческой и турецкой общин Кипра Архиепископа Макариоса III и Фазыла Кючюка. Кроме того, в 1960 году между Республикой Кипр и Великобританией заключено соглашение о пользовании базами.
Важность этих эксклавов для Великобритании обусловлена стратегическим положением Кипра в восточной части Средиземноморья, близостью к Суэцкому каналу и Ближнему Востоку.
В 1974 году, на острове высадились турецкие войска под предлогом «защиты турецкого населения». В результате на острове образовалась Турецкая республика Северного Кипра.
Республика Кипр требует возвращения Акротири и Декелия, ссылаясь на то, что эти базы занимают большую территорию, которая может быть использована для развития. Правительство Великобритании оказывало финансовую поддержку Республике Кипр в течение четырёх лет после предоставления Кипру независимости в 1960 году, однако после межобщинного конфликта 1963-64 она прекратилась под предлогом отсутствия гарантий справедливого распределения средств между обеими общинами. Кипрское правительство по-прежнему требует выплат за период с 1964 по настоящее время, хотя не предпринимает действий на международно-правовом уровне. Оценки задолженности варьируются от нескольких сотен тысяч до более чем одного миллиарда евро.
Великобритания не намерена уступать базы, однако она предложила передать Кипру примерно треть территории баз в рамках плана Аннана по объединению Кипра.
В июле 2001 года местные киприоты провели протесты против сооружения радиомачт на базах. Киприоты разгромили некоторые военные коммуникации на базах. Протестующие считали, что эти мачты угрожают окружающей среде и вызывают рак у местных жителей. Британское правительство отвергло эти обвинения.
Избрание коммуниста Димитриса Христофиаса Президентом Кипра в феврале 2008 года вызвало беспокойство в Англии. Христофиас обязался избавиться от всех иностранных вооружённых сил на острове, как часть будущего урегулирования спора на Кипре, объявив британское присутствие на острове «кровавым колониальным».
Британские самолёты с авиабазы принимали участие в военной операции в Сирии и ударах по объектам в Йемене.